# Škoda Citigo
De Škoda Citigo is een miniklasse-wagen geproduceerd door het Tsjechische automerk Škoda Auto dat deel uitmaakt van de Volkswagen AG-groep. De wagen werd in oktober 2011 officieel aan het publiek voorgesteld. De Citigo is ontwikkeld samen met de Volkswagen up! en de Seat Mii.

## Beschrijving
Net zoals de Peugeot 107, Citroën C1 en Toyota Aygo is de Citigo onderdeel van een drieling. De drieling van de VAG-groep wordt gebouwd in Bratislava, Slowakije. In Nederland is de Citigo de minst verkochte variant van de drieling up!/Mii/Citigo.

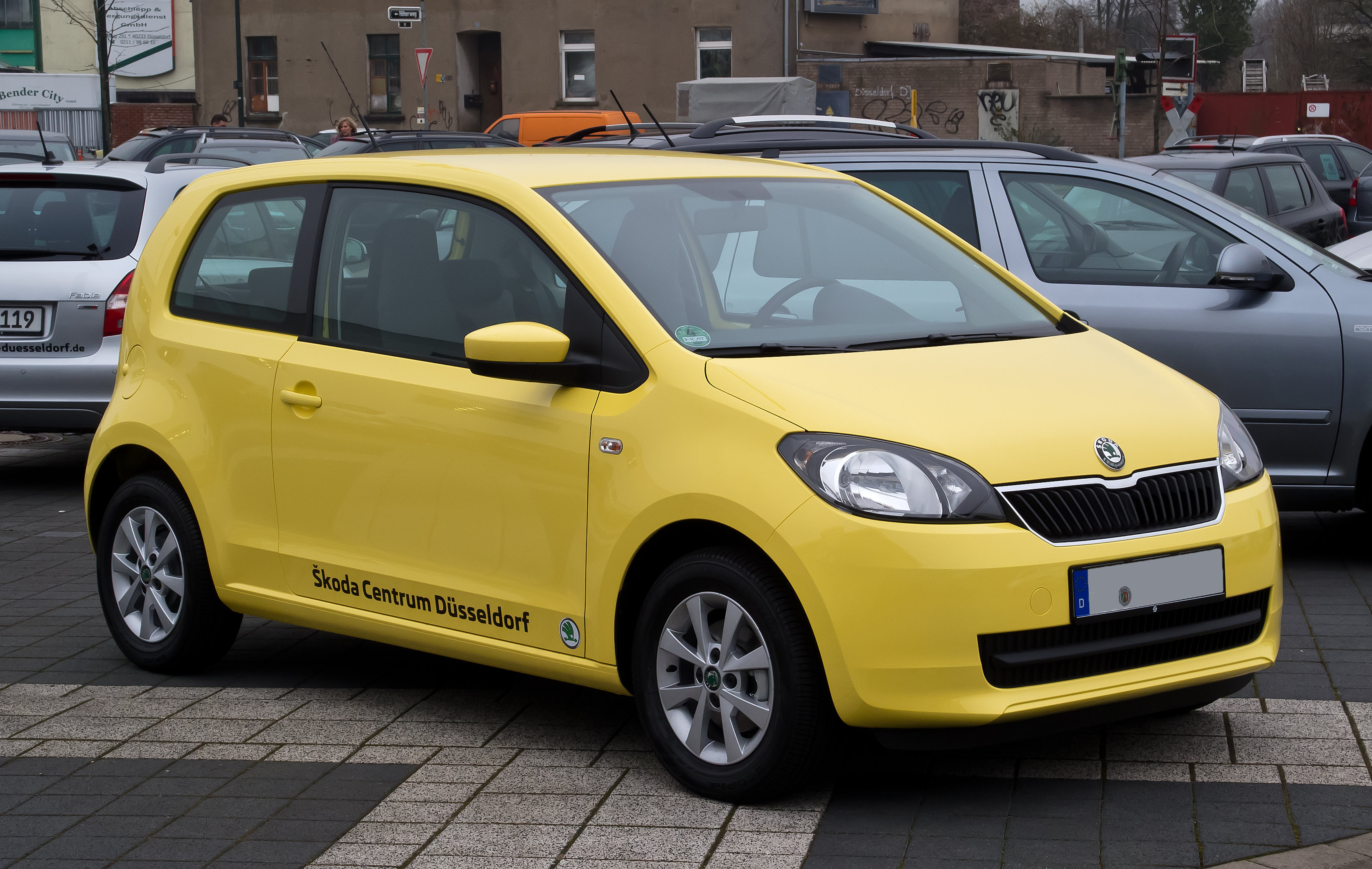
Škoda Citigo 1.0 Ambition (2012)

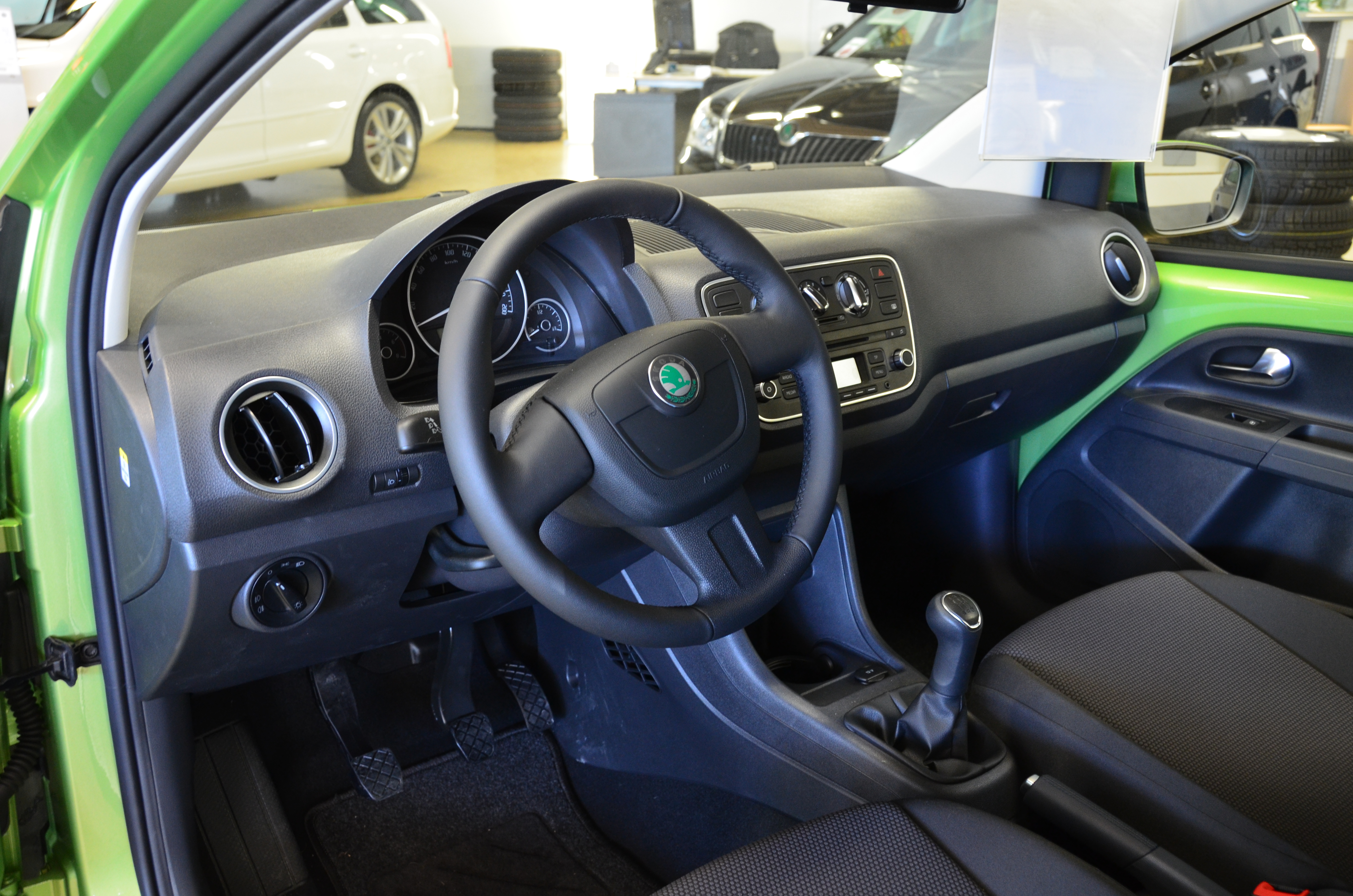
Škoda Citigo, interieur

Škoda levert de Citigo als drie- en als vijfdeurs model. De bagageruimte heeft een inhoud van 250 liter, met de achterbank neergeklapt groeit dit tot 950 liter. De uitrusting van het basismodel is beperkt. Accessoires n het interieur zijn bijvoorbeeld  een paraplu onder de bijrijdersstoel, een afvalzakhouder in het portiervak, opbergnetjes aan de zijkanten van de voorstoelen en een haakje in de handgreep van het dashboardkastje. Op veiligheidsgebied heeft de kleinste Škoda ABS, airbags en ESP. Bij de botsproeven van EuroNCAP haalde de Citigo ondanks zijn formaat de maximaal haalbare score van vijf sterren.
Voor de aandrijving van de Citigo zorgt een 1,0-liter driecilinder motor die Škoda levert in drie varianten: als benzinemotor met 60 of 75 pk en als aardgasvariant met 68 pk, de Škoda Citigo 1.0 CNG. De 75 pk sterke motor wordt in Nederland niet geleverd. Standaard heeft de Citigo een handgeschakelde vijfversnellingsbak, een geautomatiseerde variant is leverbaar. Voor een aantal markten levert Škoda optioneel een slechtwegenpakket: speciaal voor wegen met een moeilijk wegdek staat de auto dan 15 mm hoger op zijn wielen. In bijvoorbeeld Nederland wordt de Citigo alleen met het standaard onderstel geleverd.

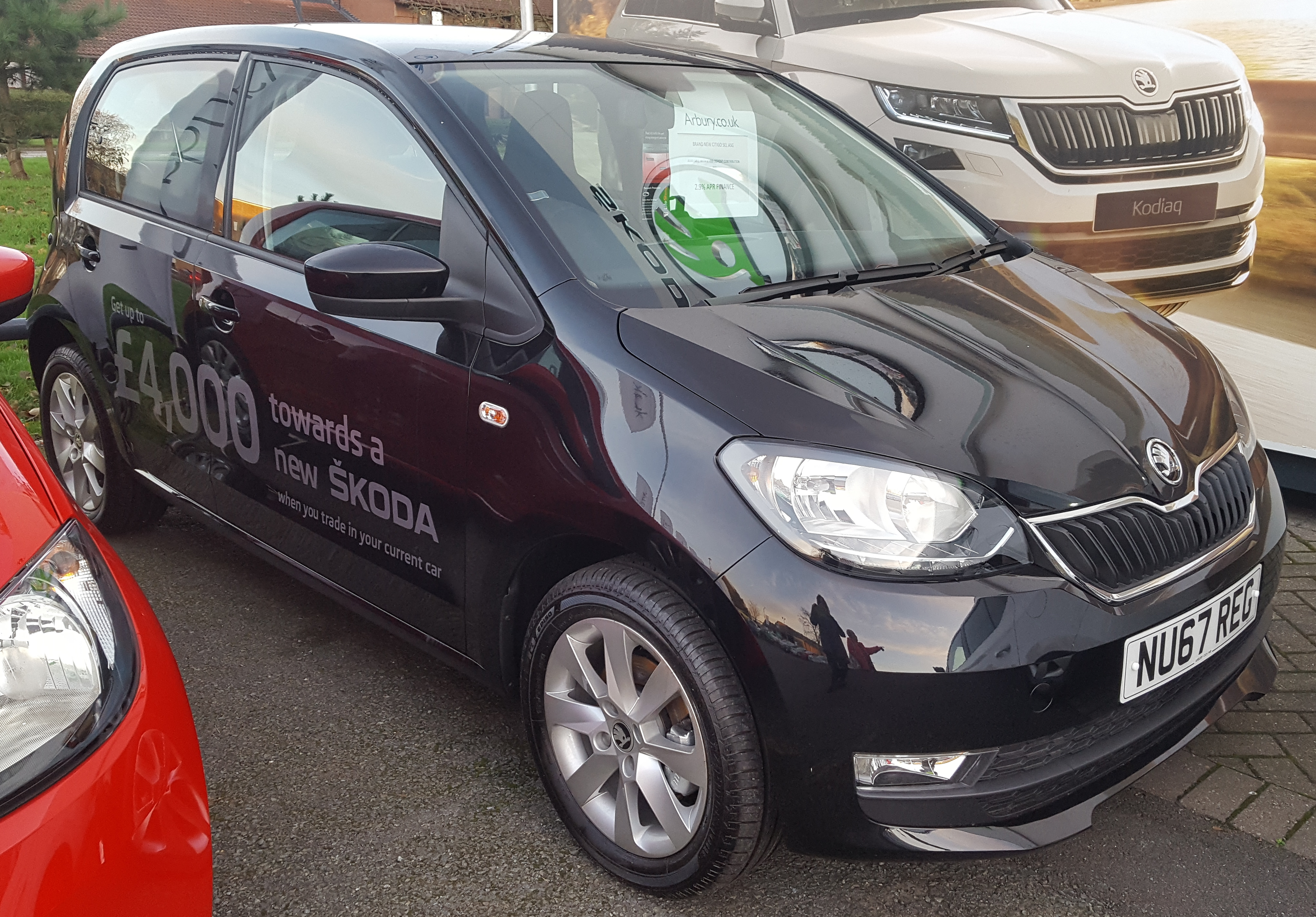
Škoda Citigo, model 2017

In 2016 vond de eerste facelift plaats die bestond uit gewijzigde koplampen, een regen- en lichtsensor en smartphone-integratie in het dashboard, inclusief de Move&Fun-app. Een jaar later kreeg de Citigo zijn tweede update met alweer nieuwe koplampen met daarnaast een nieuwe grille en bumper met optioneel bochtverlichting. In het interieur waren de wijzerplaten in het instrumentarium voorzien van getallen in een ander lettertype. Verder is de Citigo voortaan verkrijgbaar met een leren stuurwiel met telefoon- en radiobediening.
Sinds 2019 is dit model uitsluitend verkrijgbaar met volledig elektrische aandrijving onder de typeaanduiding Citigoe iV en is voorzien van een elektromotor van 61kW/83pk, en heeft een maximale actieradius van 260 km volgens de WLTP-norm. De auto kan een topsnelheid bereiken van 130 km/h.